# Johanna Gapany
Johanna Gapany, née le 25 juillet 1988 à Riaz (originaire d'Echarlens), est une personnalité politique fribourgeoise, membre du parti libéral-radical.
Elle est conseillère aux États depuis décembre 2019.

## Biographie
Née le 25 juillet 1988 à Riaz, Johanna Gapany grandit à La Tour-de-Trême. Elle est issue d'une vieille famille radicale gruyérienne, ; son père, agriculteur, a été conseiller communal de la commune.
Elle étudie l'économie à la Haute école de gestion de Fribourg, et séjourne au Canada et en Allemagne.
Après avoir travaillé comme directrice du marketing d'une entreprise de coffrets cadeaux, elle travaille à temps partiel comme chef de projet à l'hôpital Daler.
Mariée en 2020, elle met au monde une fille en janvier 2021,. Elle habite à Bulle.

## Parcours politique

### Entrée en politique
Son premier engagement commence avant sa majorité, lorsqu'avec d’autres jeunes de son village, elle combat la fusion de La Tour-de-Trême avec Bulle. En 2007, elle rejoint les jeunes libéraux-radicaux de son canton, qu'elle préside trois ans plus tard.
En 2012, elle est élue conseillère générale (législatif) de Bulle, et accède à la vice-présidence des jeunes libéraux-radicaux suisses, poste qu'elle garde jusqu'en 2016.
Aux élections communales de 2016, elle est choisie au conseil communal de sa ville, et prend en charge le département des sports & espaces publics. Elle est également élue au Grand Conseil fribourgeois, dans lequel elle siège à la commission de la politique extérieure. Elle est candidate aux fédérales de 2011 sur une liste jeunes, puis responsable de campagne en 2015[réf. souhaitée].

### Conseil des États
Elle se présente au Conseil des États en 2019 et obtient 19 534 voix au premier tour, ce qui la place 3e. Son parti la lance alors pour le second tour,,, menaçant le duo Levrat/Vonlanthen. Le 10 novembre, jour de l'élection, le système informatique chargé du vote du canton de Fribourg tombe en panne, décalant la publication des résultats. Johanna Gapany est finalement élue conseillère aux États avec 31 129 suffrages, soit 138 de plus que le sortant Beat Vonlanthen,. Elle devient ainsi la plus jeune conseillère aux États du pays et la première femme à représenter le canton de Fribourg à la Chambre haute du Parlement,. Elle est réélue au second tour le 12 novembre 2023, arrivant en seconde position lors des deux tours de scrutin (27 989 voix contre 27 280 à son concurrent UDC Pierre-André Page au premier, 30 538 voix contre 29 624 à sa concurrente socialiste Alizée Rey au second).
Elle est membre de la Commission des finances (CdF), qu'elle préside à partir de fin 2021, et de la Commission de la sécurité sociale et de la santé publique (CSSS) et de la Commission de la science, de l'éducation et de la culture (CSEC).
Le 2 octobre 2021, elle est élue par l'assemblée des délégués du PLR à l'un des quatre postes de vice-président du parti, sous la nouvelle présidence de Thierry Burkart.

## Positionnement politique
Elle défend une vision libérale classique, ainsi qu'un féminisme de droite.